# Nina Nordvall Vahlberg
Nina Nordvall Vahlberg, född 18 augusti 1971 i Överluleå församling, Bodens kommun, är en svensk samisk musiker.
Nordvall Vahlberg är dragspelare, jojkare och kompositör. Hon växte upp i Boden och studerade musik på gymnasiet, Framnäs folkhögskola, Kungliga Musikhögskolan i Stockholm och Musikhögskolan i Piteå. På Framnäs folkhögskola blev hon en av medlemmarna i folkmusikgruppen Qwinnen. Nordvall Vahlberg har även arbetat med berättar- och teaterföreställningar, däribland som musiker och skådespelare i Byfinnar, lappjävlar och annat pack, uppförd 2011 på Giron Sámi Teáhter.

## Diskografi i urval

### Solo
- 2010 – Jođašan/På min väg

### Medverkan
- 1991 – Qwinnen: Qwinnen
- 1994 – Qwinnen: 2
- 2011 – Jarŋŋa: Jarŋŋa